# Ајл ов Памс (Јужна Каролина)
Ајл ов Памс (енгл. Isle of Palms) град је у америчкој савезној држави Јужна Каролина.

## Демографија
По попису из 2010. године број становника је 4.133, што је 450 (-9,8%) становника мање него 2000. године.
| Група             | 2000.         | 2010.         |
| Белци             | 4.458 (97,3%) | 3.996 (96,7%) |
| Афроамериканци    | 16 (0,3%)     | 23 (0,6%)     |
| Азијати           | 24 (0,5%)     | 31 (0,8%)     |
| Хиспаноамериканци | 55 (1,2%)     | 44 (1,1%)     |
| Укупно            | 4.583         | 4.133         |